# SUD Énergie
 (mai 2016).
Si vous disposez d'ouvrages ou d'articles de référence ou si vous connaissez des sites web de qualité traitant du thème abordé ici, merci de compléter l'article en donnant les références utiles à sa vérifiabilité et en les liant à la section « Notes et références ».
SUD Énergie est une fédération syndicale française membre de l'Union syndicale Solidaires. SUD est un acronyme qui signifie « solidaire, unitaire et démocratique ». SUD Énergie à pour but de rassembler les syndicats des salariés, actifs, inactifs, retraités, statutaires ou non statutaires, de toutes les entreprises de l’énergie et de l’environnement, maisons mères, filiales et entreprises de sous-traitance, associations et CCAS, Comités d’entreprises, ainsi que des entreprises d’installation et de maintenance d’équipements thermiques et des usines d’incinérations de déchets.
Le champ de syndicalisation de SUD énergie ne fait référence à aucune convention collective, statut, code APE ou autre, mais fait référence à l’énergie et l’environnement de manière large.

## Démarche syndicale
Comme les autres syndicats de L'union Syndicale Solidaires, SUD Énergie s'inscrit dans le syndicalisme de lutte, toutefois il a la caractéristique d'avoir une certaine propension à la lutte juridique, selon lui le moyen le plus sûr de faire appliquer les droits des salariés, partant du principe qu'avant de revendiquer des droits nouveaux il convient de faire respecter ceux acquis.
SUD Énergie, conformément à la charte d'Amiens est indépendant de tout pouvoir politique.
Ses uniques buts sont de lutter contre l'exploitation des salariés et d'améliorer leurs conditions de travail. Il ne reçoit d'instruction d'aucune autorité ou groupe de pression quelconque. Il refuse tout statut de permanents à ses délégués syndicaux, considérant qu'un délégué doit connaitre, et subir, ce qu'il signe ou négocie. Il est convaincu de la nécessité d’un renouvellement du paysage syndical. Ce renouvellement n’implique pas l’affaiblissement du mouvement syndical, mais au contraire son renforcement, comme le prouvent les nombreux salariés non syndiqués qui ont rejoint SUD Énergie.

## Historique
SUD Énergie est issu de la rencontre de militants syndicaux provenant de différents horizons, et qui ont décidé d’engager une démarche de transformation profonde du syndicalisme. Ces militants ne se retrouvaient plus dans les pratiques syndicales, le mode de fonctionnement, la stratégie d’action de leurs syndicats d’origines.
Il obtient des résultats qui le placent en moyenne, sur l’ensemble des sites où il est présent, comme deuxième organisation syndicale.
Néanmoins, sur le plan national, et dans la plupart des entreprises du secteur, Sud Énergie n'est pas un syndicat représentatif dans la branche des Industries Électriques et Gazières. A EDF SA, le résultat de Sud Énergie à l'issue des élections professionnelles de Novembre 2013 est de 2,9%. Ce résultat s'explique notamment car Sud Énergie n'est implanté que dans un nombre limité d'établissements.

## Implantations
SUD Énergie est aujourd’hui présent sur une centaine de sites :
- EDF

- Réseau de transport d'électricité (RTE)
- GDF SUEZ

- Suez
  - Elyo
  - Compagnie parisienne de chauffage urbain (CPCU)
- Veolia
  - Dalkia
- Areva
  - Polynordsud